# Bupalus tristis
Bupalus tristis là một loài bướm đêm trong họ Geometridae.